# 臺南市善化區善化國民小學
23°08′09″N 120°17′19″E / 23.135750°N 120.288720°E
臺南市善化區善化國民小學（簡稱善化國小）為臺灣臺南市善化區的一所國民小學，是該區歷史最悠久的學校，可追溯至1898年設立的臺南國語傳習所灣裡分教場。

## 校史
善化國小最初為1898年5月經臺灣總督府通過設立的「臺南國語傳習所灣裡分教場」，在同年10月，因應國語傳習所改制為公學校，而改稱「灣裡公學校」。1906年10月15日，設置直加弄分教場（1918年獨立為直加弄公學校，今安定國小）。1917年3月，在北子店的大廟設立「北子店分教場」（1920年搬到茄拔，今茄拔國小）。1920年，灣裡公學校改稱「善化公學校」，並在同年4月1日設立六分寮分教場，但在同年11月即裁撤。1922年5月，設立高等科。1941年，改制為「善化西國民學校」。
二戰後，1945年12月6日改稱「善化第一國民學校」，1947年2月改稱「善化國民學校」。1955年設立大同分校（今大同國小）。1959年設立大成分校（今大成國小）。1963年設立陽明分校（今陽明國小）。1968年8月，因應九年國民義務教育實施，改稱「善化國民小學」。

### 歷任校長
戰後
| 任次 | 姓名   | 任期                          |
| 1    | 鄭金宗 | 1945年12月6日－1963年11月22日 |
| 2    | 曾辛燈 | 1963年11月23日－1975年6月14日 |
| 代理 | 陳明祥 | 1975年6月15日－1975年8月30日  |
| 3    | 郭源西 | 1975年8月31日－1988年7月31日  |
| 4    | 方恩   | 1988年8月1日－1993年2月15日   |
| 5    | 陳明祥 | 1993年2月16日－1997年1月31日  |
| 6    | 黃清王 | 1997年2月1日－2004年1月31日   |
| 代理 | 王輝堡 | 2004年2月1日－2004年7月31日   |
| 7    | 邱英娟 | 2004年8月1日－2008年7月31日   |
| 8    | 邱明崇 | 2008年8月1日－2016年7月31日   |
| 9    | 黃莉雯 | 2016年8月1日 - 2024年7月31日  |
| 10   | 林威旭 | 2024年8月1日 - 至今           |

## 外部連結
- 臺南市善化區善化國民小學